# Imagine (singel Ariany Grande)
Imagine (stylizowany zapis: imagine) – singel promocyjny amerykańskiej piosenkarki Ariany Grande z jej piątego albumu studyjnego, zatytułowanego Thank U, Next. Singel został wydany 14 grudnia 2018. Twórcami tekstu utworu są Andrew Wansel, Ariana Grande, Jameel Roberts, Nathan Perez oraz Priscilla Renea, natomiast jego produkcją zajęli się „Pop” Wansel i Happy Perez.
„Imagine” jest utrzymany w stylu muzyki R&B i pop. Utwór był notowany na 21. miejscu na liście najlepiej sprzedających się singli w Stanach Zjednoczonych.

## Wykonania na żywo
18 grudnia 2018, Grande zaprezentowała piosenkę w The Tonight Show Starring Jimmy Fallon. Utwór został wykluczony z setlisty koncertów w ramach trasy Sweetener World Tour, ponieważ, według piosenkarki, był „zbyt ciężki” do wykonania. 26 stycznia 2020, Grande wykonała piosenkę na 62 ceremonii wręczenia nagród Grammy.

## Lista utworów
- Digital download[4]

1. „Imagine” – 3:32

## Personel
Opracowano na podstawie materiału źródłowego.
- Ariana Grande – wokal, autorka tekstu, produkcja wokalna
- Andrew „Pop” Wansel – autor tekstu, keyboard, programowanie
- Nathan Perez – autor tekstu, gitara, keyboard, programowanie
- Priscilla Renea – autorka tekstu
- Jameel Roberts – autor tekstu
- John Hanes – inżynier miksowania
- Serban Ghenea – miksowanie
- Brendan Morawski – inżynier dźwięku
- Joe Gallagher – inżynier dźwięku
- Sean Klein – asystent inżyniera dźwięku
- Andrew Luftman – koordynator produkcji
- Sarah Shelton – koordynator produkcji
- Zvi Edelman – koordynator produkcji

## Notowania i certyfikaty
| Lista (2018–19)                      | Najwyższa pozycja |
| ------------------------------------ | ----------------- |
| Australia (Top 50 Singles)           | 15                |
| Czechy (Singles Digitál – Top 100)   | 35                |
| Francja (Top Singles & Titres)       | 110               |
| Hiszpania (PROMUSICAE)               | 80                |
| Holandia (Single Top 100)            | 32                |
| Irlandia (Singles Chart)             | 4                 |
| Kanada (Billboard Canadian Hot 100)  | 17                |
| Niemcy (Media Control Charts)        | 60                |
| Nowa Zelandia (Recorded Music NZ)    | 16                |
| Portugalia (AFP)                     | 19                |
| Słowacja (Singles Digitál – Top 100) | 8                 |
| Stany Zjednoczone (Hot 100)          | 21                |
| Szwajcaria (Singles Top 100)         | 35                |
| Szwecja (Sverigetopplistan)          | 51                |
| Węgry (Single (track) Top 40 lista)  | 3                 |
| Wielka Brytania (UK Singles Chart)   | 8                 |
| Włochy (FIMI)                        | 64                |

| Państwo               | Status        |
| --------------------- | ------------- |
| Australia (ARIA)      | złota płyta   |
| Wielka Brytania (BPI) | srebrna płyta |

## Historia wydania
| Region | Data            | Format                      | Wytwórnia | Źródło |
| ------ | --------------- | --------------------------- | --------- | ------ |
| Świat  | 14 grudnia 2018 | digital download, streaming | Republic  | [ 4 ]  |